# Dobra luksusowe

Wykres zależności popytu na dobro luksusowe od dochodów nabywców.

Dobra luksusowe – w ekonomii: takie dobra, na które popyt rośnie szybciej niż liniowo w stosunku do wzrostu dochodów. W przypadku spadku dochodów spadek popytu jest procentowo większy. Innymi słowy, na te dobra większą część swoich dochodów przeznaczają statystycznie ludzie bogatsi.